# Zgornje Koseze
Zgornje Koseze – wieś w Słowenii, w gminie Moravče. W 2018 roku liczyła 103 mieszkańców.